# Majskij
Majskij – miasto w Rosji, w Kabardo-Bałkarii. W 2010 roku liczyło 26 755 mieszkańców.